# The New School (universitet)

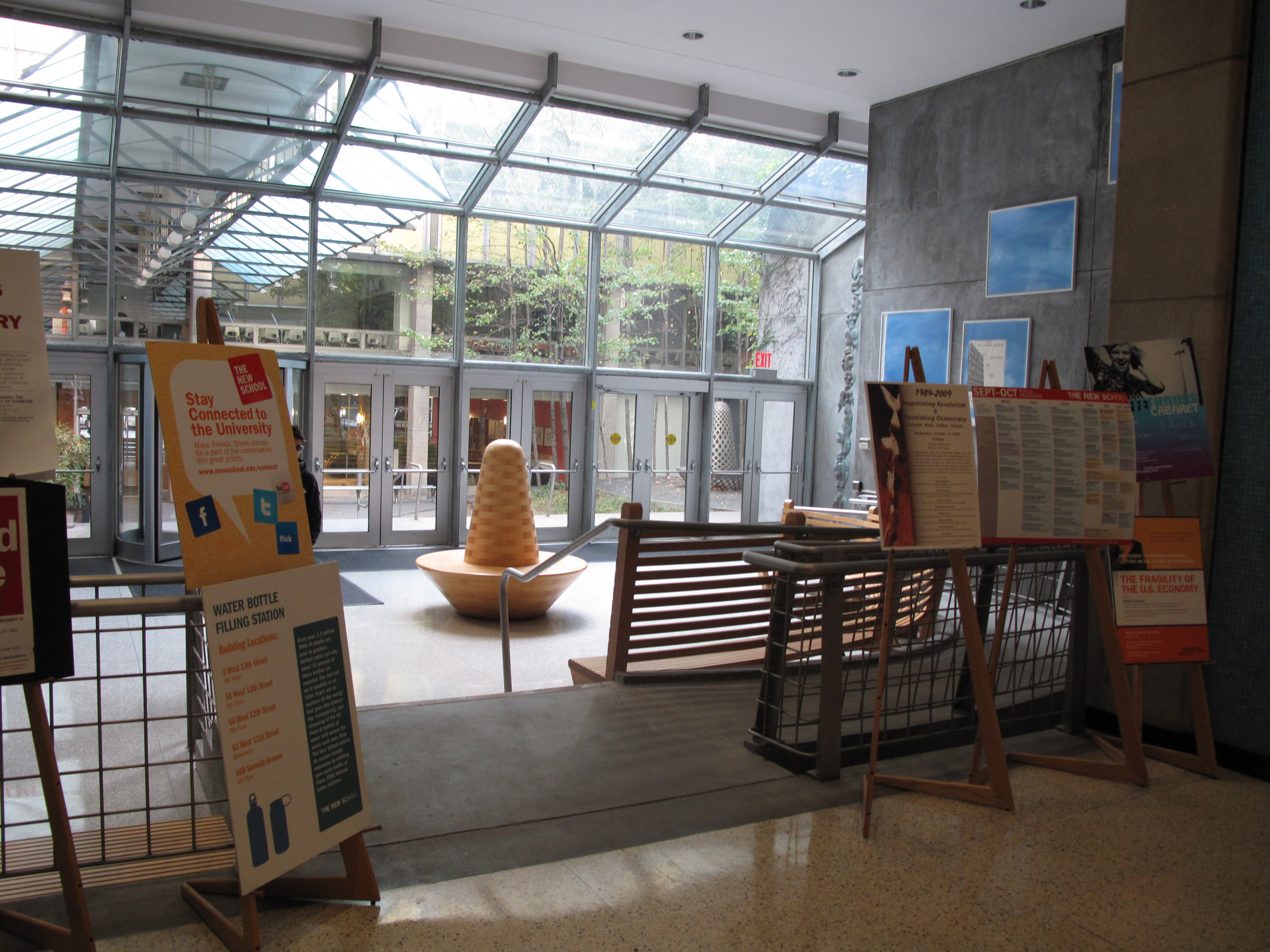
Interiör från The New School

The New School är ett universitet i staden New York, huvudsakligen beläget i Greenwich Village. Universitetet grundades år 1919 som The New School for Social Research och bytte 1997 namn till New School University. Det nuvarande namnet togs i bruk år 2005. Universitetet grundades av progressiva intellektuella. Några av grundarna hade tidigare undervisat vid Columbia University. Sedan 1950 ansvarar universitetet för utdelandet av det nationellt prestigefyllda litteraturpriset National Book Award. Universitetets rektor är sedan 1 januari 2011 David E. Van Zandt.